# Porojärvi (sjö i Finland, Lappland)
Porojärvi är en sjö i Finland. Den ligger i kommunen Kolari i landskapet Lappland, i den norra delen av landet, 800 km norr om huvudstaden Helsingfors. Porojärvi ligger 215,2 meter över havet. Arean är 8,5 hektar och strandlinjen är 1,51 kilometer lång. Sjön  ingår i Torne älvs huvudavrinningsområde. 